# Księstwo Reuss (linii starszej)
Księstwo Reuss, linii starszej, także Księstwo Reuss-Greiz (niem. Fürstentum Reuß-Greiz) – mały kraj Świętego Cesarstwa Rzymskiego, we wschodniej części dzisiejszej Turyngii. Stolicą księstwa był Greiz. W latach 1806–1815 kraj Związku Reńskiego, a od  1815 roku państwo Związku Niemieckiego. Od 1871 roku kraj Cesarstwa Niemieckiego.

## Historia
Tereny księstwa wyodrębniły się w 1564 roku, kiedy po śmierci Henryka XIII, jego synowie podzielili swoje państwo na trzy hrabstwa:
- Reuss Dolnego Greiz,
- Reuss Górnego Greiz,
- Reuss-Gera.

Po śmierci Henryka III, hrabiego Greiz, 17 marca 1768 roku doszło do zjednoczenia Górnego i Dolnego Greiz. Zjednoczone hrabstwo było zarządzane przez główną i pierwszą gałąź domu Reuss – stąd określenie linii starszej. 12 maja 1778 roku, za panowania Henryka XI, kraj uzyskał rangę Księstwa Reuss (linii starszej). W 1918 roku obalono monarchię i ustanowiono, łącząc ziemie obydwu dawnych księstw Reuss, Republikę Reuss.

## Książęta
- w latach 1743–1800 Henryk XI Reuß-Greiz (1722–1800)
- w latach 1800–1817 Henryk XIII Reuß-Greiz (1747–1817)
- w latach 1817–1836 Henryk XIX Reuß-Greiz (1790–1836)
- w latach 1836–1859 Henryk XX Reuß-Greiz (1794–1859)
- w latach 1859–1867 Karolina von Hessen-Homburg (1819–1872)
- w latach 1867–1902 Henryk XXII Reuß linii starszej  (1846–1902)
- w latach 1902–1918 Henryk XXIV Reuß linii starszej  1878–1927), niezdolny do rządzenia. Regenci:
  - 1902–1908 Heinrich XIV Reuss linii młodszej (1832–1913)
  - 1908–1918 Henryk XXVII Reus linii młodszej, książę, regent i od 1913 r. książę linii młodszej (1858–1928)